# منتخب قبرص تحت 18 سنة لكرة القدم
منتخب قبرص تحت 18 سنة لكرة القدم هو ممثل قبرص الرسمي في المنافسات الدولية في كرة القدم في فئة كرة قدم تحت 18 سنة للرجال ، يديريه اتحاد قبرص لكرة القدم.